# صفارة إنذار الدفاع المدني

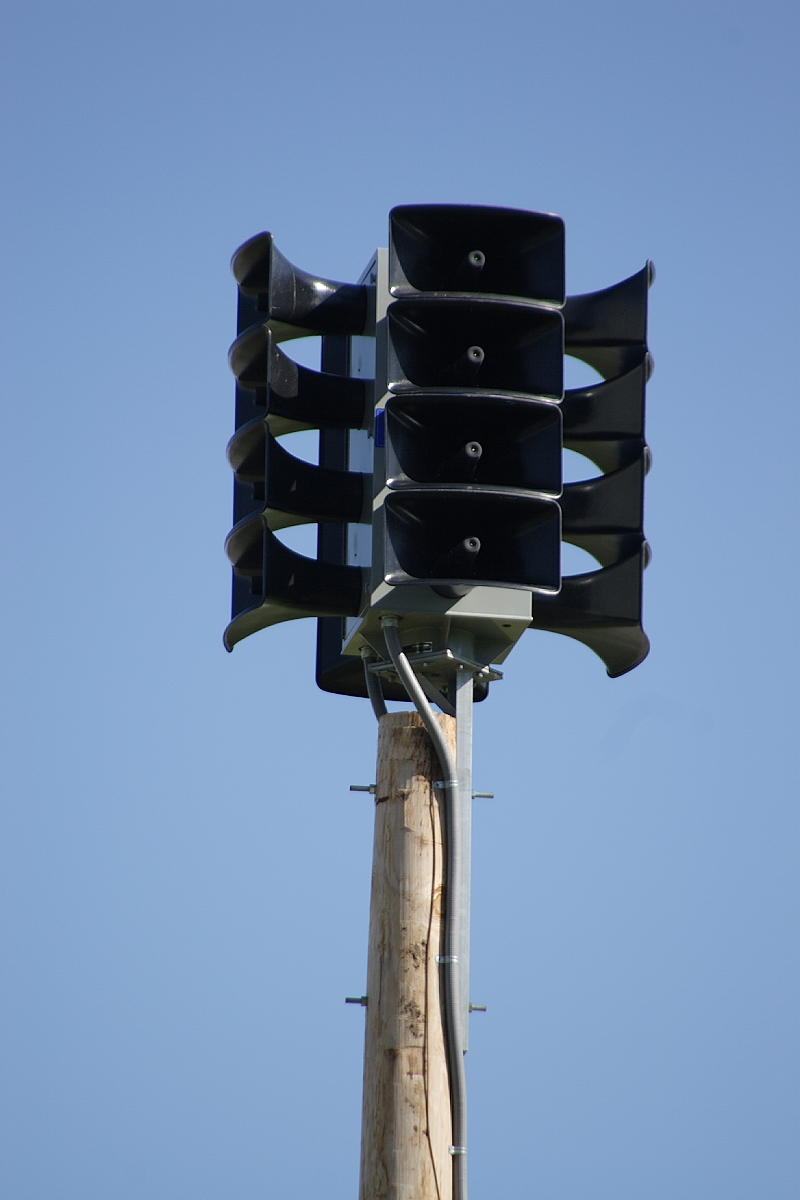
صفارات الإنذار الصوتية عالية الطاقة

صفارة إنذار الدفاع المدني وتعرف باسم صفارة الإنذار من الغارات الجوية أو صفارة الإنذار من الأعاصير هي صفارة إنذار تستعمل في تحذير عامة السكان من حالات الطوارئ عند اقتراب وقوع خطر ما. تصدر الصفارة تحذيرًا جديدًا في بعض الأحيان للإشارة إلى تجاوز الخطر. كذلك تستعمل بعض الصفارات ولا سيما تلك الموجودة في البلديات الصغيرة بغرض تحذير قسم مكافحة الحرائق عند الحاجة. استعملت صفارات الإنذار في بادئ الأمر بقصد تنبيه سكان المدن من وقوع غارات جوية خلال الحرب العالمية الثانية، واستعملت في ما بعد للتحذير من وقوع هجمات نووية أو كوارث طبيعية على غرار الأعاصير. نظرًا للطبيعة العامة التي تميز صفارات الإنذار فقد استعيض عن عدد كبير منها بأنظمة تحذير أكثر تخصصًا مثل نظام الإنذار بحالات الطوارئ المعتمد على البث اللاسلكي ونظام تنبيهات الطوارئ اللاسلكي المعتمد على البث الخلوي وتقنيات الإنذار المحمولة التي يستعملها الاتحاد الأوروبي.
تعمل الصفارات الميكانيكية على إصدار صوت من خلال تدوير عجلة مروحية مثقبة تقوم باعتراض تيار من الهواء بمعدل منتظم. تصل شدة الصوت التي يمكن لصفارات الإنذار الحديثة أن تبلغها 135 ديسيبل على مدى 100 قدم (30 متر). تبلغ شدة الصوت التي تولدها صفارات كرايسلر للإنذار بوقوع الغارات الجوية 138 ديسيبل على مدى 100 قدم (30 متر). تعمل هذه الصفارات على محركات كرايسلر هيمي، والتي تبلغ سعتها 331 بوصة مكعبة (5.4 لتر).
يمكن إطلاق ظروف تحذير مختلفة من خلال استخدام نغمات أو أنماط صوتية ثنائية متفاوتة. تتميز صفارات الإنذار الإلكترونية بقدرتها على بث الإعلانات الصوتية، بالإضافة إلى إشارات نغمات التنبيه. يمكن التحكم بأنظمة صفارات الإنذار إلكترونيًا ودمجها مع أنظمة إنذار أخرى.

## صفارات الدفاع المدني حول العالم

### الشرق الأوسط

#### الكويت
لدى الكويت نظام صفارات إنذار متكامل من المضمنات من نوع فيدرال سيجنال، وكان لديهم قبل ذلك نظام شامل من صفارات ثاندربولت 7000.

#### إسرائيل
لدى إسرائيل أكثر من 3,100 صفارة إنذار. تتركز معظم هذه الصفارات في المناطق الحضرية وهي ألمانية المنشأ من نوع إتش إل إس (طراز إف 71 وطراز إي سي إن 3000). أما جميع الصفارات الأخرى فهي نماذج من طراز إتش بّي إس إس 32 من صنع شركة أوكوستيك تيكنولوجيز (أيه تي آي). استُغني تدريجيًا عن الصفارات الميكانيكية خلال مطلع العقد الثاني من القرن الحادي والعشرين واستعيض عنها بصفارات إلكترونية، وذلك على الرغم من ترك ما تبقى من صفارات ميكانيكية بشكل عام. يتألف نظام التحذير من الغارات الجوية من نغمتين متواصلتين أحدهما تصاعدية والأخرى تنازلية. أما إشارة الإعلام بزوال الخطر فتتألف من صوت مستمر أحادي الحدة. هذا وقد توقف استعمال إشارة زوال الخطر في النزاعات الأخيرة بعد تسببها في خلق بلبلة وجزع لا طائل منهما. تلجأ عدد من المناطق الواقعة في جنوب إسرائيل والتي تتعرض لهجمات صاروخية متكررة من غزة، إلى استعمال نظام خاص يدعى نظام اللون الأحمر.
يوجد في إسرائيل نظام تحذير من وقوع الزلازل ويستخدم صفارات الإنذار في عمله. تدوي إشارة زوال الخطر ثلاث مرات كل عام مشيرة إلى أخذ دقيقة صمت (دقيقة أو دقيقتين): مرة واحدة في يوم ذكرى الهولوكوست ومرتين في يوم الذكرى.

#### السعودية
تُستعمل معظم المكبرات الموجودة على المآذن كصفارات إنذار. تقوم هذه التحذيرات بإخطار السكان عند وقوع خطر قد يهدد حياتهم. ينبغي على الأفراد الذهاب إلى الملاجئ أو منازلهم وإغلاق الأبواب والنوافذ واتخاذ الإجراءات الاحترازية الملائمة والاستماع إلى المذياع والتلفاز لأخذ التعليمات الصادرة عن الدفاع المدني. يتألف نظام الصفارات بمجمله من صفارات أيه إس سي آي فورس وصفارات ويلن دبليو بّي إس 2900. كذلك توجد مضمنات من نوع فيدرال سيجنال في قواعد سلاح الجو الأمريكي وصفارات من طراز إف إس إي أو دبليو إس 1212 في الدمام.

#### تركيا
ظلت تركيا تستعمل صفارات الإنذار الميكانيكية في إسطنبول حتى مطلع القرن الحادي والعشرين تقريبًا حين أوقِف تشغيل معظمها واستعيض عنها بمكبرات الصوت الموجودة على المآذن. على الرغم من أن النماذج الرئيسية لمكبرات الصوت التحذيرية غير معروفة فإن هناك حضور لا بأس به لصفارات فيدرال سيجنال وهورمان ووجود بالغ الندرة لصفارات إليكترور وسيمنز. تطلق تركيا الصفارات في ذكرى رحيل أتاتورك وغالبًا ما تنطلق في حالات الطوارئ الشائعة على غرار الأعاصير أو عند حصول مشاكل في المصانع الكيماوية أو شن العدو لهجمات واردة.

### أفريقيا

#### المغرب
قام المغرب بتثبيت شبكة من صفارات الإنذار للدفاع المدني في مختلف المدن والبلدات، بما في ذلك الدار البيضاء، وجدة، أصيلة، المضيق، شفشاون، وقلعة السراغنة… تقع هذه الصفارات بشكل رئيسي في محطات الإطفاء وقاعات المدينة، وقد تم تقديمها في البداية خلال الفترات الاستعمارية الفرنسية والإسبانية. على الرغم من إزالة بعضها، لا يزال العديد منها يعمل، ويشكل جزءًا حيويًا من نظام الإنذار الطارئ في البلاد.
تم وضع هذه الصفارات بشكل استراتيجي في المراكز الحضرية ذات الكثافة السكانية العالية مثل الدار البيضاء والمناطق المعرضة للكوارث الطبيعية مثل الفيضانات، كما في صفارة الإنذار في أوريكا. كما توجد هذه الصفارات في الوجهات السياحية مثل المضيق وشفشاون، وفي المناطق الصناعية التي تحتوي على مخاطر محتملة. الغرض الأساسي منها هو تنبيه السكان إلى الأخطار الوشيكة، على الرغم من قلة استخدامها بسبب ندرة هذه الأحداث.
خلال جائحة كوفيد-19، تم إعادة استخدام هذه الصفارات لفرض حظر التجول الليلي، حيث كانت تنطلق في مدن مثل وجدة لضمان الالتزام بتدابير الحجر الصحي. بالإضافة إلى ذلك، خلال شهر رمضان المبارك، تنطلق لتنبيه المواطنين بوقت الإفطار، مما يسهل الممارسات الدينية. تاريخيًا، كانت الصفارات تستخدم أيضًا لتعبئة المسعفين المتطوعين في البلدات الصغيرة أثناء حالات الطوارئ مثل الحرائق أو حوادث الغرق.
في المناطق التي لا توجد بها صفارات إنذار، تستخدم الحكومة وسائل الاتصال البديلة، بما في ذلك البث التلفزيوني والإذاعي، وإرسال رسائل نصية مباشرة إلى هواتف المواطنين. في بعض الحالات، تُستخدم أبواق سيارات دوريات الشرطة لإصدار تحذيرات عاجلة. ومن المثير للاهتمام، أنه لا توجد أيام محددة لاختبار هذه الصفارات، مما يثير تساؤلات حول جاهزيتها التشغيلية والأسباب الكامنة وراء هذه السياسة.
تعكس تطور النظام تكييف المغرب مع الاحتياجات والتقنيات المتغيرة. في البداية، كانت هذه الصفارات مصممة للتنبيهات في زمن الحرب خلال الحكم الاستعماري، لكنها تحولت إلى أدوار في زمن السلم، لمعالجة الكوارث الطبيعية والأزمات الصحية العامة. ومع ذلك، فإن غياب الاختبارات المنتظمة يسلط الضوء على نقطة ضعف محتملة في بنية الطوارئ، مما يشير إلى الحاجة إلى مراجعة منهجية وتحسين لضمان الأداء الأمثل في حالات الأزمات.
علاوة على ذلك، تمثل صفارات الإنذار للدفاع المدني تذكيرًا بالمنظور الاجتماعي والسياسي الأوسع في المغرب، حيث تتقاطع الإرث التاريخي مع استراتيجيات السلامة العامة المعاصرة. استمرار وجودها يؤكد على أهمية البنية التحتية المرنة في حماية المجتمعات ضد التهديدات المتنوعة، من الكوارث الطبيعية إلى حالات الطوارئ الصحية العامة.

### آسيا

#### جمهورية الصين الشعبية
لدى الصين صفارات إنذار في معظم المدن والبلدات وتحديدًا في تلك الواقعة ضمن الأقاليم المتنازع عليها أو على مقربة منها. تحذر صفارات الإنذار العامة من الهجمات أو الغزو محتمل الوقوع، وذلك في حال إعلان الدولة حالة الطوارئ نتيجة وقوع هكذا هجمات أو غزو عسكري أو عند ارتفاع خطر نشوب صراع مسلح. يتحكم جيش التحرير الشعبي بالصفارات.
هناك اختبارات تجريبية سنوية أو نصف سنوية وتصادف في أغلب الأحيان التواريخ التذكارية المرتبطة بالحرب الصينية اليابانية الثانية. فمثلًا تقوم مدينة نانجينغ باختبار صفارات الإنذار من الغارات الجوية يوم 13 ديسمبر من كل عام في تمام الساعة العاشرة صباحًا، ويتبع ذلك دقيقة صمت لإحياء ذكرى مذبحة نانجنغ. كذلك تقوم السلطات بإجراء بعض الاختبارات التذكارية خلال فترات إحياء ذكرى الكوارث الكبرى مثل يوم 19 مايو لإحياء ذكرى الضحايا الذين قضوا في زلزال سيتشوان عام 2008.

#### تايوان (جمهورية الصين)
توضع صفارات إنذار الدفاع المدني على مراكز الشرطة وتتبع لمكتب الدفاع الوطني التايواني. تصدر الحكومة تحذيرات بوقوع غارات جوية وتحذيرات بحصول موجات تسونامي من خلال صفارات الإنذار، وذلك بالترافق مع نظام التحذير العام الذي يسخر الموجات الخلوية العاملة بتقنية الجيل الرابع. كذلك تقوم الحكومة التايوانية بإجراء تمارين سنوية للتعامل مع الغارات الجوية وتدعى تمارين وان آن، وتهدف هذه التمارين إلى تعريف السكان بالإجراءات الواجب اتخاذها عند حدوث غارة جوية، وذلك نظرًا لارتفاع خطر اندلاع حرب مع بر الصين الرئيسي المجاور.

#### سنغافورة
لدى سنغافورة شبكة من صفارات الإنذار الثابتة البالغ عددها 284 صفارة إنذار والمعروفة باسم نظام التحذير العام. تقوم هذه الشبكة بتحذير كامل البلاد من الغارات الجوية والكوارث البشرية والطبيعية (عدا الهزات الأرضية). تخضع صفارات الإنذار للاختبار في ظهر أول يوم من كل شهر. تصدر الصفارات أثناء الاختبار رنينًا خفيفًا مرحًا بدلًا من إصدارها لواحدة من الإشارات الثلاث. تشبه صفارات الإنذار صفارات إي سي إن 3000 المستعملة في إسرائيل.

#### كوريا الجنوبية
تعد جميع المدن والبلدات مجهزة بصفارات إنذار الدفاع المدني للتحذير من وقوع كوارث طبيعية أو هجمات صاروخية من كوريا الشمالية. تقوم كوريا الجنوبية بإجراء تدريبات شهرية للدفاع الوطني استعدادًا لمثل هذه السيناريوهات.

### أوروبا

#### بلجيكا
تقوم بلجيكا بتجريب صفارات الإنذار من الغارات الجوية في أول يوم خميس كل ثلاثة أشهر. صفارات الإنذار المستخدمة هي صفارات إلكترونية من نوع سونينبرغ. يبلغ عدد صفارات الإنذار 540 صفارة متوزعة على جميع أنحاء البلاد. كانت بلجيكا تقوم يوميًا بإجراء اختبار غير مسموع. أجرت البلاد آخر اختبار بتاريخ 4 أكتوبر عام 2018، وبعدها توقف تشغيل هذه الشبكة. ما زالت صفارات الإنذار موضوعة حول المنشآت النووية، ولكن لا تقوم السلطات بإجراء أي اختبارات. تدعو التوصية الرسمية الناس إلى الاشتراك بنظام بي إي الذي يقدم المعلومات عن طريق الرسائل النصية القصيرة أو البريد الإلكتروني أو الهاتف.